# 瓜納尼科
19°43′N 70°55′W / 19.717°N 70.917°W
瓜納尼科（西班牙語：Guananico），是多明尼加共和國的城鎮，位於該國北部，由銀港省負責管轄，面積57.32平方公里，主要經濟活動是農業，2012年人口8,954，人口密度每平方公里160人。